# Фізична антропологія
Фізична або біологічна антропологія (грец. ἀνθρωπολογία, від ἄνθρωπος — осіб) — галузь природознавства, яка вивчає походження та еволюцію фізичної організації людини та її рас.
Різноманітність культур та варіантів суспільного устрою складають предмет суміжних дисциплін — культурної та соціальної антропології.

## Розділи антропології
- Антропогенез (еволюційна антропологія)
  - Палеоантропологія
- Морфологія людини
  - Мерологія
  - Соматологія (від гр. σῶματος — тіло та λόγος — вчення) — техніка обрахунку тіла людини, для проведення антропологічних досліджень. Розділ фізичної антропології, який використовує дані соматометрії називається соматологія.
  - Краніометрія
  - Остеологія
  - Дерматографіка
  - Одонтологія
- Расознавство
  - Археогенетика
- Адаптологія
- Антропоекологія

### Періодичні видання
- «Питання антропології», Москва (з 1960);
- «L 'Anthropologie», Paris (з 1890);
- «Journal of the Royal Anthropological Institute», London (c 1871);
- «Zeitschrift für Morphologie und Anthropologie», Stuttgart (c 1899);
- «Przegląd Antropologiczny» («Anthropological Review»), Poznań (c 1926, c 1997 англійською мовою)[2];
- «L 'Anthropologie», Praque (1923 — 41);
- «American Journal of Physical Anthropology», Philadelphia (c 1918);
- «Current Anthropology», Chicago (c.1960).